# Elizabeth Jeffreys
Elizabeth Mary Jeffreys, geborene Elizabeth Mary Brown (* 22. Juli 1941; † 12. September 2023) war eine britische Byzantinistin. Von 1996 bis 2006 war sie Bywater and Sotheby Professor of Byzantine and Modern Greek Language and Literature an der Universität Oxford.

## Leben
Nach dem Besuch der Blackheath High School for Girls in London studierte Jeffreys Classics am Girton College der Universität Cambridge und wurde mit einer Dissertation über klassische Motive in griechischen und französischen Liebesromanen des Mittelalters am St Anne’s College der Universität Oxford promoviert. Im Anschluss nahm sie Forschungsstipendien am Warburg Institute, am Dumbarton Oaks Center for Byzantine Studies und an der Universität Ioannina wahr. Darauf hatte sie verschiedene Stellen in der Forschung und Lehre im Department of Modern Greek der Universität Sydney inne und erhielt schließlich eine australische Senior Research Fellowship. 1996 wurde Jeffreys zum Bywater and Sotheby Professor of Byzantine and Modern Greek Language and Literature an der Universität Oxford ernannt. Gleichzeitig war sie Professorial Fellow des Exeter College. 2006 wurde sie emeritiert. Von 2008 bis 2009 hatte sie eine Leverhulme Emeritus Fellowship inne.
Jeffreys gehörte zu den Gründungsmitgliedern der Australian Association for Byzantine Studies (AABS) und der Modern Greek Studies Association of Australia and New Zealand (MGSAANZ). Sie hat mit anderen die wissenschaftliche Buchreihe Byzantina Australiensia und die Fachzeitschrift Modern Greek Studies (Australia and New Zealand) begründet und war viele Jahre lang Herausgeberin der australischen Fachzeitschrift für die Geschichte des Mittelalters, Parergon. Sie war ab 1993 korrespondierendes Mitglied der Australian Academy of the Humanities.
Jeffreys war Honorary Fellow des St Anne’s College in Oxford.
Von 1965 bis zu ihrem Tod am 12. September 2023 war Jeffreys mit dem Byzantinisten Michael Jeffreys verheiratet.

## Forschungsschwerpunkte
Zentrum der Forschungen Jeffreys’ war die Schnittstelle zwischen den schriftlichen und mündlichen Formen des Griechischen im „Byzantinischen Jahrtausend“ vom vierten bis zum fünfzehnten Jahrhundert, eine Periode, während der eine inoffizielle Form der Zensur die sich herausbildende Volkssprache (mittelgriechische Frühformen der Dimotiki) daran hinderte, auch in schriftlicher Form in Erscheinung zu treten, wenngleich verschiedenen Ausnahmen dies gelang. In dieser Hinsicht hat Jeffreys die Chronik des sechsten Jahrhunderts (Johannes Malalas), die höfische Dichtung und das Epos des zwölften Jahrhunderts (Digenis Akritas) und Liebesromane des 14. Jahrhunderts (unter anderen Ο Πόλεμος της Τροάδος, dt.: „Der Trojanische Krieg“) untersucht. Zuletzt konzentrierte sie sich auf die Überlieferung der frühen neugriechischen Literatur zwischen 1150 und 1700 in Handschriften und frühen Drucken.

## Schriften (Auswahl)
Siehe Ann Moffat: Publications of Michael John Jeffreys and Elizabeth Mary Jeffreys. In: Geoffrey Nathan, Lynda Garland (Hrsg.): Basileia. Essays on Imperium and Culture in Honour of E. M. and M. J. Jeffreys (= Byzantina Australiensia. Band 17). Brill, Leiden 2011, ISBN 978-1-876503-30-7, S. 5–13.
Monographien, Editionen, Übersetzungen
- (mit John H. Pryor): The Age of the Dromon. The Byzantine navy ca 600–1204. Brill, Leiden 2006.
- Digenis Akritis. The Grottaferrata and Escorial Versions. Cambridge University Press, Cambridge 1998. – Ausgabe mit Übersetzung und Anmerkungen.
- (mit Manolis Papathomopoulos): The War of Troy — Ο Πόλεμος της Τροάδος. MIET, Athen 1996. – Editio princeps eines umfangreichen Liebesromans in Versen aus dem 14. Jahrhundert, der auf dem Roman de Troie des Benoît de Sainte-Maure aufbaut.
- (mit Michael Jeffreys, Roger Scott): The Chronicle of John Malalas: A Translation. Melbourne 1996 (Byzantina Australiensia 4), ISBN 0-9593626-2-2. – Übersetzung einschließlich aller Zeugnisse für die verlorenen Teile der Chronik.
- (mit Michael Jeffreys): Popular Literature in Late Byzantium. London 1983.

Herausgeberschaften
- mit John Haldon, Robin Cormack: The Oxford Handbook of Byzantine Studies. Oxford 2008.
- Byzantine Style, Civilization and Religion: in honour of Sir Steven Runciman. Cambridge University Press, Cambridge 2006.
- mit Michael Jeffreys: Approaches to Texts, Sub-faculty of Modern Greek, University of Oxford, Oxford 2005 (Proceedings of the conference NeoGraeca V, Oxford 2000).
- Rhetoric in Byzantium, Aldershot, Ashgate 2003 (Society for the Promotion of Byzantine Studies, 11).
- (mit Robin Cormack): Through the Looking Glass: Byzantium through British Eyes. Aldershot, Ashgate 2000 (Society for the Promotion of Byzantine Studies, 7).

Artikel
- The Labours of the Twelve Months in twelfth-century Byzantium, in: E. Staffor, Judith Herrin (Hrsg.), Personifications in Greek Culture, Ashgate, Aldershot 2005, 309–324.
- mit Michael Jeffreys: The Oral Background of Byzantine Popular Poetry. In: Oral Tradition 1.3, 1986, S. 504–547. (PDF)